# 熱天午後
《熱天午後》（英語：Dog Day Afternoon）是美國導演薛尼·盧梅的代表作之一，在1975年首映，由艾爾·帕西諾及約翰·卡佐爾（John Cazale）等主演。《熱天午後》改編自1972年真實發生的一單銀行搶劫案，並獲得奧斯卡獎與金球獎的提名，编剧弗兰克·皮尔森赢得奥斯卡最佳原创剧本奖。香港導演爾冬陞亦受本片啟發並於1987年改編本片並拍攝電影《人民英雄》。

## 劇情
1972年8月22日炎熱的下午，纽约市布鲁克林的一家銀行遭到桑尼和薩爾兩個人的持槍搶劫。由於銀行裏的大批金錢剛被運走，保險櫃裏只剩下1100元。不久後，銀行被大批警察包圍，在該行裏工作的幾位女性和一位上年纪的負责人穆爾范尼成為劫匪的人質，於是桑尼與負責該案的探長莫雷蒂展開周旋和談判。桑尼在談判中要求警方為其準備一輛開往機場的客車，計畫乘飛機飛往北非的阿爾及利亞，待其和薩爾上飛機後再将人質釋放。儘管桑尼是一個搶劫犯，但是他在銀行外面與警方的談話與大聲演講内容卻獲得大量圍觀民眾的呐喊支持。
桑尼還讓警方将其同性伴侣李昂叫来，在兩人的電话通話中，得知桑尼之所以要搶劫銀行，目的是為李昂籌集變性所需費用。後来FBI探員雪爾頓代替莫雷蒂繼續進行談判，時間逐渐到了夜晚，通過安排，桑尼與自己的前妻安姬通了電話，桑尼與她育有一子一女兩個孩子，安姬變胖後桑尼與李昂產生感情。為了迫使桑尼向警方投降，警方還将桑尼的老媽叫來，她勸兒子儘快投降以獲得寬大處理，但是桑尼堅持原定的逃脱计劃不為所動。桑尼在銀行裏還安排寫下了一份遺囑，記載著對李昂和兩個子女的未來照顧計畫。
最後在警車的護送下，桑尼與薩爾與一眾人質乘坐一輛車前往機場。就在桑尼以為目標快要達成之際，司機墨菲探员與雪爾顿探員巧妙合作，導致薩爾被墨菲擊斃，桑尼最终被捕，後来判處20年的監禁，李昂也成功變性成為一名女人。

## 角色
| 角色名                                               | 演员              | 角色介绍                    | 真实原型                                                          |
| ---------------------------------------------------- | ----------------- | --------------------------- | ----------------------------------------------------------------- |
| 桑尼·華吉克（Sonny Wortzik）                         | 阿爾·柏仙奴       | 抢劫犯                      | 約翰·沃多維克茲（John Wojtowicz）                                 |
| 薩瓦多"薩爾"·納丘里（Salvatore "Sal" Naturile）      | 約翰·卡佐爾       | 抢劫同伙                    | 薩瓦多·納丘里（Salvatore Naturile）                               |
| Detective Sgt. 尤金·莫雷提巡查部長（Eugene Moretti） | 查爾斯·鄧寧       | 最初与桑尼谈判的警察侦探    | 詹姆斯·麥高萬（James McGowan）                                    |
| 薛爾頓探員（Agent Sheldon）                          | 詹姆斯·布洛德里克 | 代替莫雷提进行谈判的FBI探员 | 理查·貝克探員（Agent Richard Baker）                              |
| 墨菲探員（Agent Murphy）                             | 藍斯·漢里克森     | FBI探员/司机                | 墨菲探員（Agent Murphy）                                          |
| 李昂·夏默（Leon Shermer）                            | 克里斯·薩蘭登     | 桑尼的变性妻子              | 厄尼斯特·阿倫（Ernest Aron）                                      |
| 席薇亞"嘴巴"（Sylvia "The Mouth"）                   | 潘妮洛普·艾倫     | 出纳员主管                  | 雪莉·貝爾（Shirley Bell） (Wojtowicz also called her "The Mouth") |
| 穆凡尼（Mulvaney）                                   | 蘇利·波雅         | 银行负责人                  | 羅伯·巴雷特（Robert Barrett）                                     |
| 安姬（Angie）                                        | 蘇珊·佩雷茲       | 已与桑尼离婚的前妻          | 卡門·畢福柯（Carmen Bifulco）                                     |
| 珍妮"松鼠"（Jenny "The Squirrel"）                   | 卡洛兒·凱恩       | 出纳员                      |                                                                   |
| 史蒂夫（Stevie）                                     | 蓋瑞·史普林格     | 抢劫犯                      | Robert left soon after John and Salvatore held up the bank        |
| 霍華·卡文（Howard Calvin）                           | 約翰·馬略特       | 银行的保安                  | 卡文·瓊斯（Calvin Jones）                                         |

## 評價
该片获得了极大的好评，在烂番茄网站，它获得了97%的新鲜度；知名影评人Vincent Canby评论道“它是Sidney Lumet最精确，最耀眼的关于纽约的电影”，并对全部演员赞扬道“他们都塑造了杰出的人物”(brilliant characterizations)；Roger Ebert评价说Sonny是“最有趣的一个现代电影角色”，并给予影片三星半(满分四星)的打分。

## 獲獎
- 奥斯卡奖
  - 最佳原创剧本奖-Frank Pierson
  - 最佳影片提名
  - 最佳导演提名
  - 最佳男主角提名-Al Pacino
  - 最佳男配角提名-Chris Sarandon
  - 最佳剪辑提名-Dede Allen

## 外部連結
- 開眼電影網上《熱天午後》的資料（繁體中文）
- 豆瓣电影上《热天午后》的資料 （简体中文）
- 时光网上《热天午后》的資料（简体中文）
- AllMovie上的资料（英文）
- 爛番茄上的資料（英文）
- Metacritic上的資料（英文）
- 互联网电影数据库（IMDb）上的资料（英文）